# Palazzetto Costantini
Palazzetto Costantini è un palazzo di Venezia, ubicato nel sestiere di Dorsoduro (70), in rio terà dei Saloni, pochi metri a nord dei Magazzini del Sale.

## Descrizione

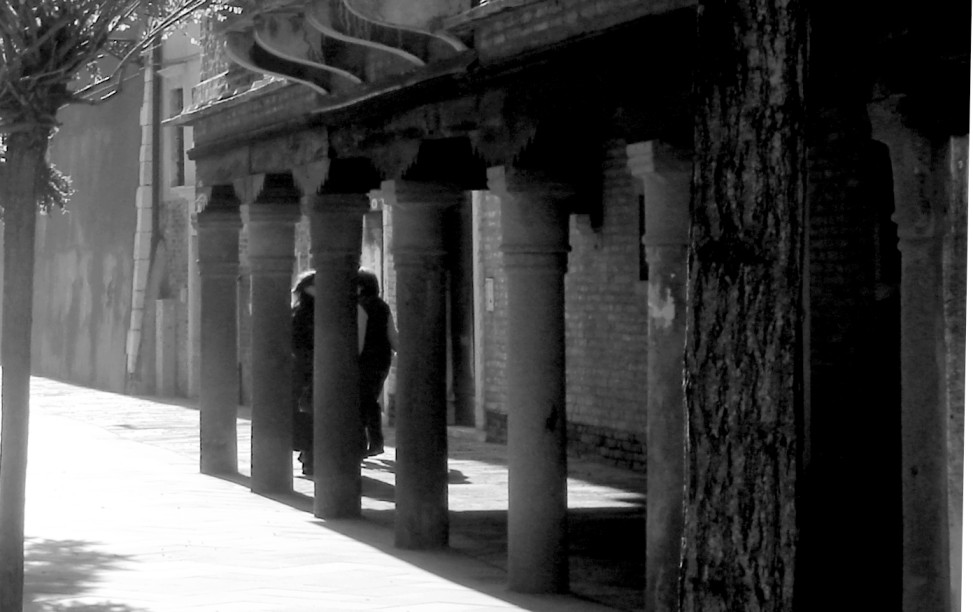
Palazzetto Costantini, particolare del portico colonnato

Edificio poco noto e di dimensioni contenute, Palazzetto Costantini risale al medioevo.
L'elemento caratterizzante è la sporgenza del palazzo rispetto agli edifici adiacenti, stratagemma richiesto dai committenti per aumentare lo spazio dell'edificio anche al di sopra della fondamenta prospiciente (infatti di fronte vi passava un rio, che fu interrato solo nel XIX secolo): per questo al piano terra si apre un ampio portico con architrave lignea sorretta da un antico e semplice colonnato, risalente al XIV secolo.
Lo stile architettonico originario era gotico, ma oggi appare misto, a causa dell'inserzione, nella parte centrale dei due piani superiori, di trifore a tutto sesto, che ne ha manomesso l'originale assetto.